# Cerconychia brunnea
Cerconychia brunnea is een steenvlieg uit de familie Styloperlidae. De wetenschappelijke naam van de soort is voor het eerst geldig gepubliceerd in 1913 door Klapálek.